# 団地テーゼ
『団地テーゼ』（だんちテーゼ）は、神聖かまってちゃんの11枚目のフルアルバム。2025年1月22日にパーフェクトミュージックから発売された。

## 解説
前作『児童カルテ』から5年ぶりとなるアルバム。
本作は『みんな死ね』以来15年ぶりに、インディーズレーベルである「PERFECT MUSIC」からの発売となった。
「児童カルテ」発売後にちばぎんが脱退し、「聖なる交差点」発売時にはサポートベーシストだったユウノスケが、メンバーに正式加入したため、新体制となって初となるフルアルバムとなった。
アルバムリリースに先駆けて、2025年1月15日に本作が配信限定でリリースされた。
また、アルバム配信日の1月15日に、リリースを記念したトーク配信がYouTubeで行われた。
ジャケットイラストにはアーティストの「くらやえみ」氏の作品が起用されている。
タイトルである「団地テーゼ」は、「団地」と「アンチテーゼ」の造語。
本作を引っ提げ、2025年1月19日から全8公演のワンマンツアー「2025年ツアー」が行われた。
2月28日には、本作のインストverがYouTube Liveにて公開された。

## #DSPM ONLINE STORE限定セット
#DSPM ONLINE STOREにて、本作のセット販売（2種類）が期間限定で行われた。
また、本セットを購入した方のみ、アルバム配信リリースの約5日前にCDを先行で聴くことができた。

### プレミアムver.
CDやグッズに加えて、2024年1月に開催されたワンマンツアー「聖なる交差点」ファイナル公演の模様を収めたDVDが付属したセット。
1. 神聖かまってちゃん 結成15周年ツアーファイナル 「聖なる交差点」Zepp DiverCity（TOKYO）LIVE DVD
2. オリジナルトレーナー
3. オリジナルトートバック
4. オリジナル2連アクリルキーホルダー
5. メンバー直筆サイン入り色紙
6. #DSPM ONLINE STORE特典ステッカー

### 通常ver.
CDに加えて、サイン色紙やグッズが付属したセット。
1. オリジナルTシャツ
2. メンバー直筆サイン入り色紙
3. #DSPM ONLINE STORE特典ステッカー

## 収録曲
| 全作曲: の子。 |                                         |           |            |                                    |      |
| #              | タイトル                                | 作詞      | 作曲・編曲 | 編曲                               | 時間 |
| 1.             | 「墓」                                  | の子      | の子       | 神聖かまってちゃん                 | 2:23 |
| 2.             | 「死にたいひまわり」                    | の子      | の子       | 神聖かまってちゃん                 | 4:01 |
| 3.             | 「夜のブランコ」                        | の子      | の子       | 木村篤史、の子、神聖かまってちゃん | 3:15 |
| 4.             | 「僕の戦争」                            | の子      | の子       | の子、海野恵 、神聖かまってちゃん  | 4:39 |
| 5.             | 「卒業式」                              | の子      | の子       | 神聖かまってちゃん                 | 4:32 |
| 6.             | 「カエルのうた」                        | の子      | の子       | 神聖かまってちゃん                 | 4:54 |
| 7.             | 「このバトンを海に思いっきり投げて」    | の子      | の子       | 神聖かまってちゃん                 | 4:09 |
| 8.             | 「ヨゾラノ流星群」                      | の子      | の子       | 神聖かまってちゃん                 | 4:06 |
| 9.             | 「全世界のカスどもへ乾杯」              | の子      | の子       | の子、柴由佳子、神聖かまってちゃん | 3:07 |
| 10.            | 「魔女狩り feat.GOMESS」(団地テーゼver) | GOMESS    | の子       | 神聖かまってちゃん                 | 3:01 |
| 11.            | 「スノーボードしようよっ」              | の子      | の子       | 神聖かまってちゃん                 | 4:47 |
| 12.            | 「プシ子の手紙」                        | の子      | の子       | 神聖かまってちゃん                 | 4:51 |
| 13.            | 「最果てフィールド」                    | の子      | の子       | 神聖かまってちゃん                 | 4:40 |
| 14.            | 「雨あめぴっちゃんの歌」                | の子      | の子       | 神聖かまってちゃん                 | 3:29 |
| 15.            | 「後ろの花火」                          | の子      | の子       | 神聖かまってちゃん                 | 4:57 |
| 16.            | 「1999年の夏」                          | の子      | の子       | 神聖かまってちゃん                 | 4:36 |
| 合計時間:      | 合計時間:                               | 合計時間: | 合計時間:  | 65:27                              |      |

### 神聖かまってちゃん  結成15周年ツアーファイナル 「聖なる交差点」2024.01.24 @Zepp DiverCity(TOKYO) LIVE DVD
| #         | タイトル                                    | 作詞   | 作曲・編曲 | 時間  |
| --------- | ------------------------------------------- | ------ | ---------- | ----- |
| 1.        | 「「聖なる交差点ツアー」 ドキュメンタリー」 |        |            | 3:02  |
| 2.        | 「OPENING」                                 |        |            | 1:38  |
| 3.        | 「美ちなる方へ」                            |        |            | 4:09  |
| 4.        | 「自分らしく」                              |        |            | 6:56  |
| 5.        | 「肉魔法」                                  |        |            | 6:16  |
| 6.        | 「ねこラジ」                                |        |            | 3:00  |
| 7.        | 「22才の夏休み」                            |        |            | 4:45  |
| 8.        | 「ちりとり」                                |        |            | 6:11  |
| 9.        | 「るるちゃんの自殺配信」                    |        |            | 3:55  |
| 10.       | 「Girl2」                                   |        |            | 3:30  |
| 11.       | 「聖マリ」                                  |        |            | 4:50  |
| 12.       | 「フロントメモリー」                        |        |            | 4:57  |
| 13.       | 「夕暮れの鳥」                              |        |            | 4:45  |
| 14.       | 「夜空の虫とどこまでも」                    |        |            | 6:14  |
| 15.       | 「ヨゾラノ流星群」                          |        |            | 4:00  |
| 16.       | 「ロボットノ夜」                            |        |            | 7:01  |
| 17.       | 「僕の戦争」                                |        |            | 7:12  |
| 18.       | 「FREESTYLE」                               |        |            | 2:14  |
| 19.       | 「魔女狩り feat.GOMESS」                    |        |            | 4:25  |
| 20.       | 「ぺんてる」                                |        |            | 7:07  |
| 21.       | 「ENCORE Intro」                            |        |            | 3:13  |
| 22.       | 「怒鳴るゆめ」                              |        |            | 5:40  |
| 23.       | 「あるてぃめっとレイザー!」                 |        |            | 4:34  |
| 24.       | 「MC」                                      |        |            | 2:14  |
| 25.       | 「ロックンロールは鳴り止まないっ」          |        |            | 11:57 |
| 26.       | 「23才の夏休み」                            |        |            | 6:20  |
| 27.       | 「きっと良くなるさ」                        |        |            | 5:18  |
| 合計時間: | 合計時間:                                   | 135:23 |            |       |

### 「団地テーゼ」Instrumental
| 全作曲: の子。 |                                                    |           |            |                                    |      |
| #              | タイトル                                           | 作詞      | 作曲・編曲 | 編曲                               | 時間 |
| 1.             | 「死にたいひまわり」(Instrumental)                 |           | の子       | 神聖かまってちゃん                 | 4:01 |
| 2.             | 「夜のブランコ」(Instrumental)                     |           | の子       | 木村篤史、の子、神聖かまってちゃん | 3:15 |
| 3.             | 「僕の戦争」(Instrumental)                         |           | の子       | の子、海野恵 、神聖かまってちゃん  | 4:39 |
| 4.             | 「卒業式」(Instrumental)                           |           | の子       | 神聖かまってちゃん                 | 4:32 |
| 5.             | 「カエルのうた」(Instrumental)                     |           | の子       | 神聖かまってちゃん                 | 4:54 |
| 6.             | 「このバトンを海に思いっきり投げて」(Instrumental) |           | の子       | 神聖かまってちゃん                 | 4:09 |
| 7.             | 「ヨゾラノ流星群」(Instrumental)                   |           | の子       | 神聖かまってちゃん                 | 4:06 |
| 8.             | 「全世界のカスどもへ乾杯」(Instrumental)           |           | の子       | の子、柴由佳子、神聖かまってちゃん | 3:07 |
| 9.             | 「魔女狩り」(団地テーゼver）（Instrumental)        |           | の子       | 神聖かまってちゃん                 | 3:01 |
| 10.            | 「スノーボードしようよっ」(Instrumental)           |           | の子       | 神聖かまってちゃん                 | 4:47 |
| 11.            | 「プシ子の手紙」(Instrumental)                     |           | の子       | 神聖かまってちゃん                 | 4:51 |
| 12.            | 「最果てフィールド」(Instrumental)                 |           | の子       | 神聖かまってちゃん                 | 4:40 |
| 13.            | 「雨あめぴっちゃんの歌」(Instrumental)             |           | の子       | 神聖かまってちゃん                 | 3:29 |
| 14.            | 「後ろの花火」(Instrumental)                       |           | の子       | 神聖かまってちゃん                 | 4:57 |
| 15.            | 「1999年の夏」(Instrumental)                       |           | の子       | 神聖かまってちゃん                 | 4:36 |
| 16.            | 「ヨゾラノ流星群」(mono Remix)                     |           | の子       | mono                               | 3:55 |
| 合計時間:      | 合計時間:                                          | 合計時間: | 66:59      |                                    |      |

## 楽曲解説
1. 墓
の子のデモ音源がそのまま収録されている。
2. 死にたいひまわり
2024年3月23日にの子のYouTubeチャンネルにて自主制作のミュージックビデオが公開された楽曲[デモ音源 1]。
当時の子は曲作りに対する不安をメンバーの前でもよく口にしており、本人も表現の幅が狭くなってしまうのは嫌だと感じていたが、本楽曲のデモを聴いたmonoは「これだ！」と驚愕。「の子の負のエネルギーは死んでいないな」と安心し、の子に電話をした[7]。
2025年1月15日にイラストレーターの「のをか」がアニメーション制作を担当したMusic Videoが公開。世界崩壊を望む少女の祈りや願い、呪いを表現した内容となっている。[17]。
3. 夜のブランコ
2021年12月11日に先行配信された楽曲。
MVは小林一真が監督を担当し、インターネット空間と現実空間を少女が行き来するという内容の映像となっている[18]。
4. 僕の戦争
TVアニメ「進撃の巨人 The Final Season」オープニングテーマ[19][20]。
詳細はシングル記事を参照。
5. 卒業式
2022年4月3日にの子のYouTubeチャンネルにて自主制作のミュージックビデオが公開された楽曲[デモ音源 2]。
6. カエルのうた
2024年10月16日にデジタルシングルとして先行リリースされた楽曲。
本楽曲は2018年11月24日にの子のニコニコチャンネル『伊野尾京子の糞部屋☆うぃーっす！』に投稿された楽曲だが[デモ音源 3]、アルバムのコンセプトに合っていたため収録されることになった[21]。

詳細はシングル記事を参照。
7. このバトンを海に思いっきり投げて
2023年3月24日にの子のYouTubeチャンネルにて自主制作のミュージックビデオが公開された楽曲[デモ音源 4]。
8. ヨゾラノ流星群
2024年6月26日にデジタルシングルとして先行リリースされた楽曲。
デモ時点では「グッドナイト流星群」というタイトルで、 2019年4月23日にの子のニコニコチャンネル『伊野尾京子の糞部屋☆うぃーっす！』にてデモ音源が投稿された[デモ音源 5]。
本作のInstrumental版に、ボーナストラックとしてメンバーのmonoによるREMIXが収録されている[10]。
詳細はシングル記事を参照。
9. 全世界のカスどもへ乾杯
2024年11月20日に配信EPとして先行リリースされた楽曲。
2020年2月28日にの子のニコニコチャンネル『伊野尾京子の糞部屋☆うぃーっす！』にデモ音源が投稿された[デモ音源 6]。
詳細はEP記事を参照。
10. 魔女狩り feat.GOMESS [ 団地テーゼver ]
の子がGOMESSに提供した楽曲のセルフカバーのアルバムVer。
詳細はシングル記事を参照。
11. スノーボードしようよっ
2018年3月9日にの子のYouTubeチャンネルにて自主制作のミュージックビデオが公開された楽曲[デモ音源 7]。
上記映像には歌詞が表示されておらず、公式からも発表がなかったため、長い間歌詞が不明だったが、2024年3月17日にの子のsoundcloudにて再掲された際に、歌詞が公表された[22][デモ音源 8]。
12. プシ子の手紙
2022年4月3日にの子のYouTubeチャンネルにて自主制作のミュージックビデオが公開された楽曲[デモ音源 9]。
タイトルのプシ子の由来は、ドイツ語で精神医学や精神疾患、またはその患者をあらわす「Pscychology」
13. 最果てフィールド
2024年3月17日にの子のsoundcloudにてデモ音源が公開された楽曲[デモ音源 10]。
本楽曲に関しての子は「自分の行動から、星空写真家にインスパイアされて作った曲」「僕が星空写真家をやっていなかったらこの曲は生まれなかった」と配信で発言している[23]。
14. 雨あめぴっちゃんの歌
神聖かまってちゃんの前身バンドである「びばるげばる物語」の楽曲「ぴっちゃん」のリメイク[デモ音源 11][21]。
2014年11月13日に現在にタイトルでの子のニコニコチャンネル『伊野尾京子の糞部屋☆うぃーっす！』に神聖かまってちゃんアレンジのデモ音源が投稿された[デモ音源 12]。
2021年頃からライブで頻繁に演奏されるようになった。
15. 後ろの花火
2020年10月31日にの子のYouTubeチャンネルにて自主制作のミュージックビデオが公開された楽曲[デモ音源 13]。
16. 1999年の夏
2020年8月30日にの子のYouTubeチャンネルにて自主制作のミュージックビデオが公開された楽曲[デモ音源 14]。

## メディアでの使用
| # | 曲名         | タイアップ                                                  | 出典   |
| - | ------------ | ----------------------------------------------------------- | ------ |
| 4 | 「僕の戦争」 | TVアニメ『「進撃の巨人 The Final Season』オープニングテーマ | [ 19 ] |